# Уход римлян из Британии
Уход римлян из Британии (англ. End of Roman rule in Britain) — период с 383 по 410 годы, в течение которого вооружённые силы Римской империи отступали с контролируемой ими территории римской Британии, оставляя после себя автономную послеримскую Британию.

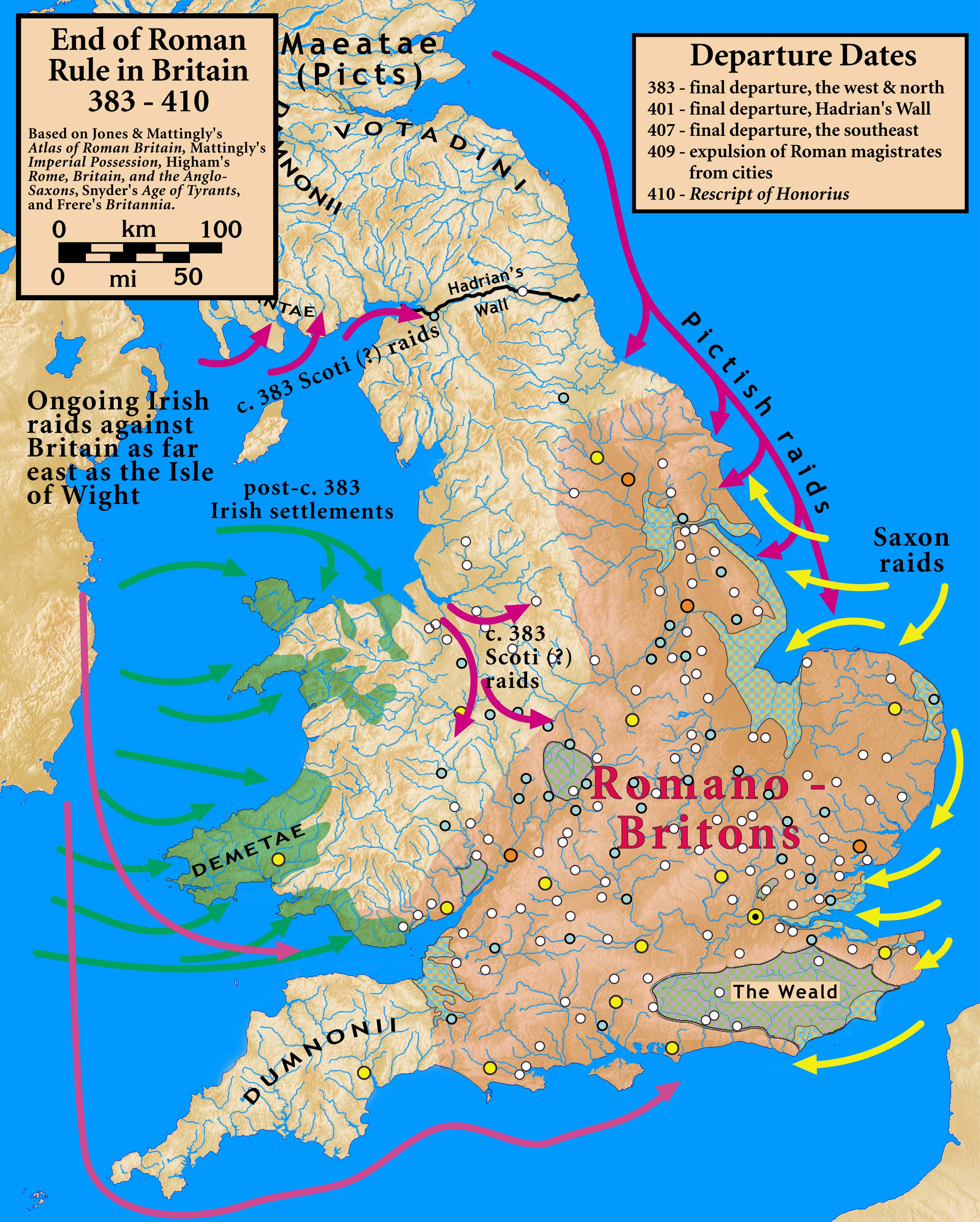
Карта вывода римских гарнизонов из Британии

Римское владычество в северной и, отчасти, западной Англии во многом закончилось уже к 383 году (хотя последняя успешная римская военная кампания, приведшая к временному восстановлению власти римлян в южной Шотландии, произошла в 369—371 годах). В отличие от южной и центральной части Британии, подвергшейся достаточно сильной романизации, связь между данными регионами и Римом представляла собой исключительно военную оккупацию, без попыток создания какого-либо смешанного гражданского общества из римлян и местных жителей. Поэтому римское владычество здесь закончилось сразу же после того, как войска были выведены. В 383 году узурпатор Магнус Максим вывел войска из северной и западной Британии, вероятно, оставив местных военачальников у власти. 
В 407 году узурпатор Константин III отвел оставшихся мобильных римских солдат в Галлию в ответ на переправу варваров через Рейн. В 409 году романо-британцы начали изгонять римских чиновников из городов.
410 год называется историками в качестве года окончания римского владычества в Британии чаще всего. В этом году римский император Гонорий ответил на просьбу о помощи романо-бриттов, страдавших от набегов варваров, так называемым «рескриптом Гонория», который отдавал защиту острова в руки его же жителей. Формально этот рескрипт не отменял римского правления, а лишь разрешал жителям провинции носить оружие. В последующие десятилетия произошел крах городской жизни и англосаксонское заселение Британии.
Последние обращения романизированных бриттов к Риму с просьбой о помощи для борьбы с варварами датированы 440-ми годами.